# Покинуті копальні
Покинута копальня — колишнє гірничодобувне підприємство (шахта, рудник або кар'єр тощо), яке більше не використовується та не має оператора чи відповідальної особи для фінансування витрат на рекультивацію та/або відновлення об'єкта або поверхні. Такі копальні зазвичай залишаються без нагляду і можуть становити загрозу безпеці або завдати шкоди довкіллю без належного обслуговування. Як правило, витрати на усунення небезпеки шахти несе громадськість/платники податків/уряд.
Покинута шахта може становити загрозу для здоров'я, безпеки або довкілля.

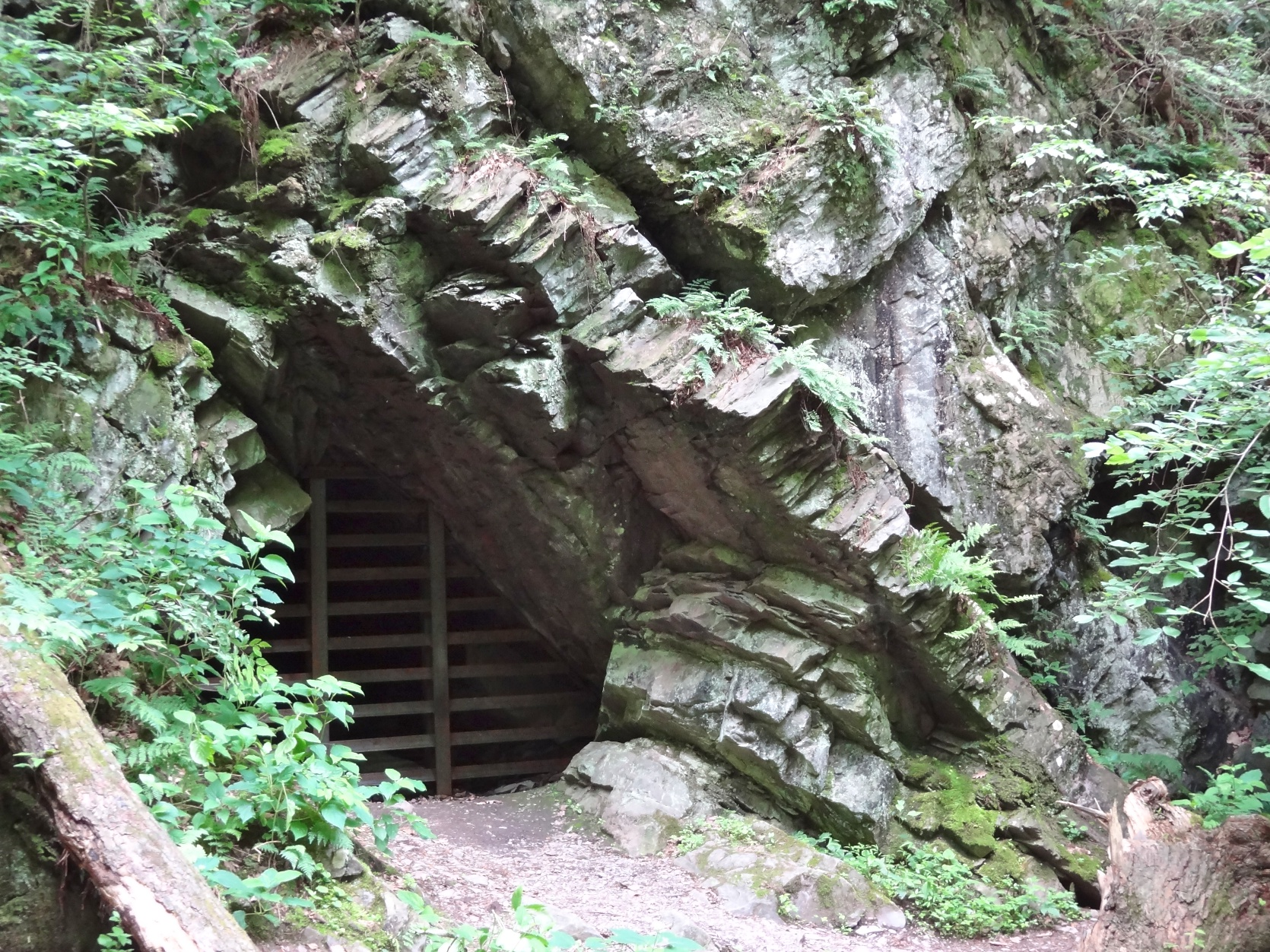
Штольня мідного рудника Пахакваррі (Нью-Джерсі, США)

## Небезпеки
Покинуті шахти містять багато небезпек, зокрема:
- Просідання, або провал поверхні.
- Залишки детонаторів, нездетонованих та часто дуже нестійких вибухових речовин, які можуть випадково спрацювати.
- Мертве повітря, яке накопичується в старих копальнях у невентильованих гірничих виробках (може містити отруйні гази та зазвичай має брак кисню).
- Непогашені стовбури, часто приховані під кущами, травою та іншою рослинністю, яка виросла навколо входу в шахту, або перекриті деревиною, яка зіпсувалася до такої міри, що не витримує ваги.
- Нестабільні гірничі виробки, вироблені простори, схильні до обвалення.
- Гниючі, небезпечні дерев'яні стояки та драбини, схильні до руйнування.
- Наявність отруйних змій, павукоподібних та інших небезпечних або агресивних тварин.
- Глибокі, холодні басейни забрудненої води та затоплені виробки, які несуть високий ризик утоплення, переохолодження або захворювань, що передаються через воду.
- Отруєння небезпечними залишками видобутих елементів (наприклад, свинцю).
- Дуже темні (часто темні) і зазвичай складні розгалуження виробок, в яких легко загубитися та/або потрапити в пастку.
- Деякі копальні, особливо уранові, можуть містити радіоактивні матеріали, які становлять серйозну небезпеку для здоров'я. У певних районах світу радон може виділятися з гірських порід у копальнях і накопичуватися в гірничих виробках, створюючи аналогічний ризик.
- Падаюче каміння: нещільне каміння може падати з покрівлі виробок старих копалень, спричиняючи травми.

## Покинуті копальні в США

### Визначення
- Бюро управління земельними ресурсами Міністерства внутрішніх справ: покинуті копальні — це копальні, які були залишені до 1 січня 1981 року, дати набрання чинності постановами Бюро управління земельними ресурсами, виданими згідно з Федеральним законом про земельну політику та управління 1976 року, з поправками (43 USC 1701 і далі)[5]
- Агентство з охорони довкілля: поверхня (землі) покинутих копалень (англ. Abandoned mine lands, AML) — це землі, води та навколишні вододіли, де відбувалося видобування, збагачення або переробка руд і мінералів.[6]

У США є тисячі покинутих копалень. Точна кількість покинутих копалень у Сполучених Штатах залишається невідомою, коливається «від 2500 за оцінками Служби національних парків на їхніх землях до оцінки Центру мінеральної політики щодо 560 000 покинутих копалень на державних і приватних землях». Багато з цих покинутих копалень асоціюються з покинутими сусідніми містами, які часто називають містами-привидами. Експерти наполегливо застерігають від входу або дослідження старих або покинутих копалень. Згідно з інфографікою, у Каліфорнії, Неваді, Колорадо, Нью-Мексико та Арканзасі є понад 6500 покинутих копалень.

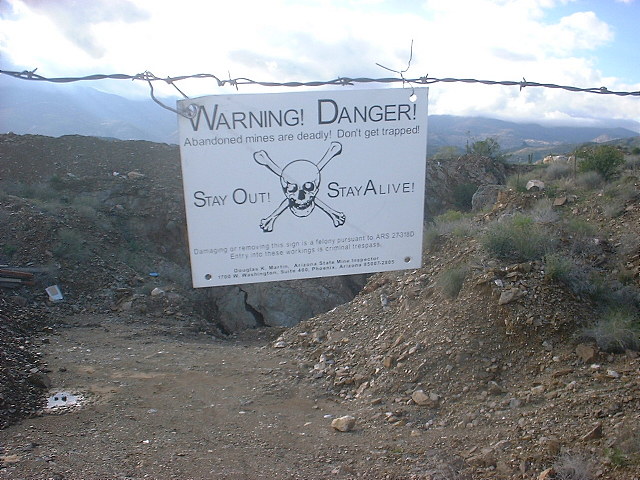
Знак небезпеки у старої копальні в Аризоні

У США, за оцінками, приблизно 80 % покинутих шахтних земельних відводів становлять фізичну загрозу безпеці і потребують додаткової роботи для визначення належної безпеки цих земель.
Щороку десятки людей отримують поранення або гинуть у результаті нещасних випадків на об'єктах покинутих копалень. Хоча дослідження покинутих копалень може бути небезпечною, більшість смертей на їх територіях насправді не пов'язані з цим. Основними причинами випадкових смертей на покинутих копальнях є утоплення у відкритих кар'єрах і аварії на квадроциклах. Такі нещасні випадки часто трапляються, коли люди займаються розважальною діяльністю на покинутих копальнях, не вживаючи належних запобіжних заходів або не дотримуючись правил безпеки. Для людей важливо усвідомлювати ризики, пов'язані з цією діяльністю, і вживати заходів для свого убезпечення. Власники та менеджери майна також відіграють певну роль у запобіганні нещасним випадкам шляхом впровадження заходів безпеки та встановлення відповідних попереджувальних знаків та бар'єрів. Міністерство праці США зазначає, що з 1999 року «більш як 200 людей загинули в рекреаційних нещасних випадках на поверхні та під землею, активних і покинутих гірничих розробках по всій країні». У зв'язку з цими обставинами Управління з безпеки та охорони праці у гірничій промисловості запустило кампанію «Stay Out — Stay Alive», яка є загальнонаціональною інформаційною кампанією, спрямованою на попередження та навчання дітей і дорослих про небезпеку дослідження та ігор на активних та покинутих копальнях.
У США Ініціатива щодо покинутих шахтних земель, започаткована Західною асоціацією губернаторів і Національною асоціацією гірничої промисловості, також спрямована на звітування про кількість пріоритетних об'єктів AML. Ініціатива щорічно визначає, вимірює та звітує про хід виконання поточних програм рекультивації. В американському регіоні Програма ООН з довкілля (UNEP) і Чилійська комісія з виробництва міді (COHILCO) спільно організували семінар з вирішення проблеми покинутих або «осиротілих» копалень. Включаючи представника ООН, були представлені десять країн з Північної, Центральної та Південної Америки, а одинадцятим учасником була Японія.

### Законодавство

#### Закон про контроль і рекультивацію відкритих гірничих розробок
Проживання поблизу покинутого вугільного розрізу може бути небезпечним і шкідливим. У 1977 році був прийнятий «Закон про контроль і рекультивацію відкритих гірничих розробок» (SMCRA), який складався з двох частин: одна для контролю за впливом діючих відкритих копалень, а друга для регулювання покинутих копалень. SMCRA також ініціював фонд покинутих шахтних земель, у якому плата стягувалася за кожну тонну видобутого вугілля. Ці доходи були частково розподілені між Об'єднаною асоціацією шахтарських робітників (UMWA) для пенсійних фондів, а також для продовження діяльності Управління рекультивації та забезпечення відкритих гірничих розробок (OSMRE). На цей час є ще близько 2 мільярдів доларів нерозподілених коштів.

## Покинуті копальні в Канаді

### Визначення
- Національна ініціатива із занедбаних/покинутих копалень: покинуті або занедбані копальні — це копальні, власник яких не може бути знайдений або власник фінансово неспроможний або не бажає проводити очищення. Вони створюють проблеми для довкілля, охорони здоров'я, безпеки та економічні проблеми для громад, гірничодобувної промисловості та урядів багатьох країн, включаючи Канаду.[15]
- Закон Онтаріо про гірничу промисловість описує «покинуті копальні» як старі землі, що раніше використовувалися для видобутку вугілля, і які не використовуються через небезпечні наслідки для довкілля та здоров'я.

Зараз у Канаді налічується 10139 покинутих копалень. Проводяться дослідження щодо використання геотермальних систем у цих покинутих копальнях як відновлюваного джерела тепла, і вони показали свою економічну ефективність.

## Повторне використання покинутих копалень
Покинуті шахти можуть бути повторно використані для інших цілей, наприклад як гідроакумулювальні гідроелектростанції.